# Tullins
Tullins este o comună în departamentul Isère din sud-estul Franței. În 2009 avea o populație de 7.652 de locuitori.

## Evoluția populației
| An        | 1975  | 1982  | 1990  | 1999  | 2006  | 2009  |
| --------- | ----- | ----- | ----- | ----- | ----- | ----- |
| Populație | 5.557 | 6.044 | 6.269 | 7.068 | 7.539 | 7.652 |